# Peter Neidhardt
Peter Neidhardt (* 17. Juli 1911 in Graudenz, Westpreußen (heute Grudziądz); † 4. Februar 1973 in Waltersdorf bei Berlin) war ein deutscher Physiker und Erfinder auf dem Gebiet des Farbfernsehens.

## Leben

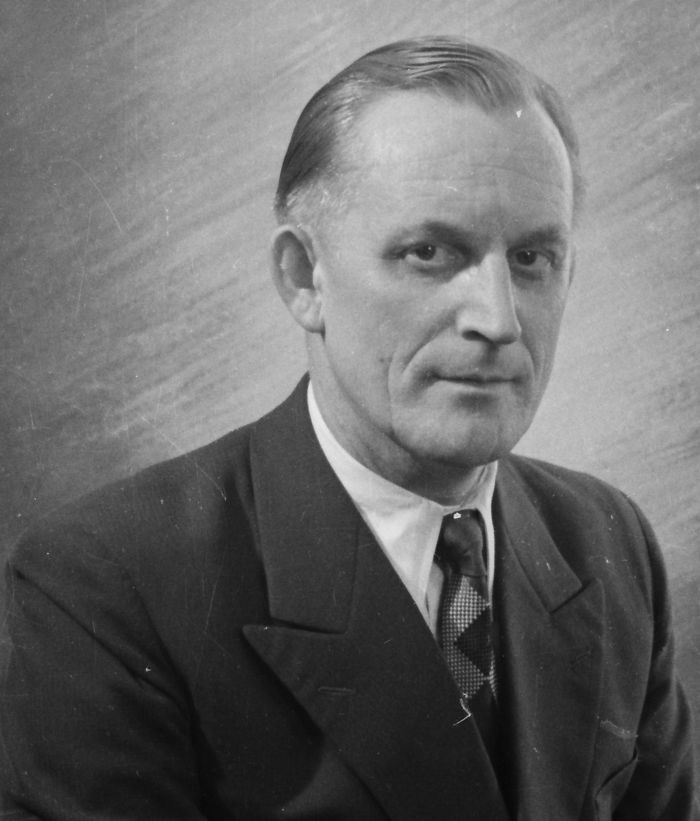
Porträt von Peter Neidhardt, angefertigt 1955 in der Fotostelle des Werks für Fernmeldewesen (ab 1960 Werk für Fernsehelektronik).

Peter Neidhardt war das einzige Kind des Postoberinspektors Paul Neidhardt (1878–1945) und seiner Frau Else Neidhardt, geb. Hein (1886–1946). Nach dem Abitur nahm Neidhardt das Studium der Elektrotechnik in der Fachrichtung Fernmeldetechnik und Hochfrequenztechnik an der Technischen Hochschule Charlottenburg auf, das er 1935 mit dem Diplom abschloss. Sein Studium finanzierte er sich mit Messfeldversuchen für den Entstörungsdienst der Reichspost. 1937 promovierte er über das Thema „Die Erzeugung kürzester Meterwellenimpulse durch Rückkoppelsender“.
Nach dem Studium arbeitete er zunächst im Zentral-Laboratorium bei Siemens und Halske an der Entwicklung eines Flugzeug-Höhenmessers und später als Leiter der Rundfunk- und Fernseh-Entwicklung bei der C.Lorenz AG. Im Zuge der Aufrüstung der Wehrmacht waren während des Zweiten Weltkriegs bis 1945 seine Arbeitsgebiete die Höchstfrequenz-, Radar- und Leitstrahltechnik, u. a. mit Großversuchen in Dänemark.
Nach zweimaliger Ausbombung in Berlin ging Neidhardt 1944 nach Thüringen. Dort befand sich seit 1944 in der Nähe von Bleicherode die "Raketenforschung und -produktion der V2-Rakete".
Das Kriegsende im April/Mai 1945 erlebte er in Gebesee im Kreis Sömmerda. Die Amerikaner machten ihn dort zum Bürgermeister des Ortes, nach der Übergabe Thüringens bestätigten die sowjetischen Besatzer ihn in diesem Amt.
Aufgrund seines Wissens im Bereich Steuerungs- und Hochfrequenztechnik war er für die sowjetische Besatzungsmacht interessant und arbeitete bis Oktober 1946 für die Sowjets am Institut RABE (Raketenbau und Entwicklung)  in Bleicherode, wo er sich mit Forschungen zum Thema Hochfrequenz- und Ortungstechnik wie z. B. dem Wolmannsender befasste.  Die Entwicklung zu verschiedenen Ortungstechnologien hatte bereits in der Raketenforschung in Peenemünde begonnen und sollte nun für die Sowjets weiterentwickelt werden.
Im Rahmen der sowjetischen Geheimaktion Ossawakim im Oktober 1946 wurde er in die Sowjetunion zwangsverpflichtet und siedelte mit seiner Familie nach Moskau über. Später siedelte die Familie nach Lossino-Petrowski über, wo er zuerst in der Gruppe um Helmut Gröttrup tätig war. 1948 wurde aus dieser Gruppe eine Gruppe unter Leitung von Ferdinand Ruhle ausgegliedert, deren Aufgabe die Reproduktion und auch Neuprojektion von Fernlenkverfahren und Flugzeuginstrumenten war. 1950 wurde diese Gruppe nach Moskau-Kuzowo verlegt ins Werk 1323.

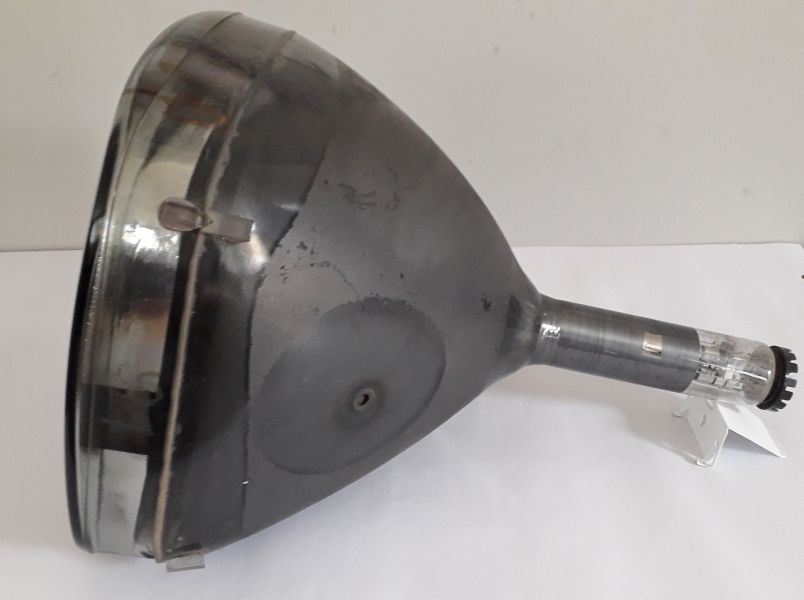
Seitenansicht der Farbbildröhre Colorskop. Es handelt sich dabei um eins der im Werk für Fernsehelektronik 1961 bis 1964 hergestellten Prototypen, dass sich im Museum des Industriesalon Schöneweide befindet.

Nach seiner Rückkehr aus der Sowjetunion 1952 wurde er leitender wissenschaftlicher Mitarbeiter im Werk für Fernmeldewesen (ab 1960 Werk für Fernsehelektronik, WF) und baute dort ab 1954 die Abteilung Farbfernsehen auf. Da er sich bereits vorher mit den mathematischen Grundlagen zur Theorie der Informationsübertragung beschäftigt hatte, konnte er sich dabei auf eine fundierte Wissensbasis stützen. In den Jahren von 1958 bis 1961 gelang es ihm mit seinen Mitarbeitern, im WF eine Lochmasken-Farbbildröhre bis zur Fertigungsreife zu entwickeln, die verglichen mit entsprechenden Typen aus USA-Produktion fortschrittliche Konstruktionsmerkmale aufwies. Obwohl für die Pilotfertigung bereits eine kleine Halle gebaut worden war und bis 1964 146 Lochmaskenröhren des Typs „Colorskop“ B43G4C hergestellt worden waren, wurde dieses Projekt auf höhere Weisung abgebrochen. Die DDR sah sich sowohl aus ökonomischen als auch politischen Gründen nicht in der Lage, eine Massenproduktion aufzunehmen. Stattdessen wurden in die ersten Farbfernseher der DDR sowjetische Farbbildröhren eingebaut. 
Bereits 1961 hatte Neidhardt das WF im Unfrieden verlassen, nachdem ihm die weitere Mitwirkung an der Farbbildröhrenentwicklung untersagt worden war. In der Folgezeit wandte er sich seinem zweiten Arbeitsgebiet, der Theorie der Informationstechnik zu und begann 1962 am Institut für Nachrichtentechnik in Berlin-Oberschöneweide, das Rechenzentrum für die elektronische Industrie aufzubauen. 1966 wurde er Leiter des Rechenzentrums. Dieses Institut wurde 1980 dem VEB Kombinat Nachrichtenelektronik eingegliedert. Auch 1966 erhielt Neidhardt vom Ministerium für Elektrotechnik und Elektronik den Auftrag, die Leitung des zentralen Arbeitskreises für die Einführung der elektronischen Datenverarbeitung in der DDR zu übernehmen.
Daneben hielt er als Dozent an der Humboldt-Universität Berlin Vorlesungen zur Informationstheorie. Im Jahre 1968 habilitierte er sich dort mit einer Arbeit „Zur Problematik aktiv adaptiver elektronischer Systeme“.
In der Öffentlichkeit wirkte Neidhardt auch in verschiedenen ehrenamtlichen Funktionen, darunter auch als Vorsitzender des Fachverbandes Elektrotechnik der DDR-Ingenieurorganisation KDT.
Am 8. Februar 1973 starb Neidhardt bei einem Autounfall bei Walterdorf.
Neidhardt war verheiratet und hatte zwei Töchter, von denen die jüngere im Dezember 1948 in Moskau geboren wurde.

## Wirkung
Neidhardt hat für die Einführung und Entwicklung des Fernsehens in der DDR eine bedeutende Rolle gespielt. Die Entwicklung der Lochmasken-Farbbildröhre "Colorskop" B43G4C bis zur Produktionsreife war Höhepunkt seines Schaffens auf diesem Gebiet. Für die Bildröhre wurde ein Allglas-Rechteckkolben mit einer Schirmdiagonale von 43 cm / 70 grd. Ablenkung verwendet. Das war in jener Zeit ein Novum, denn die damals erhältlichen Fremdfabrikate aus den USA besaßen noch Rundkolben aus Stahlblech.
Es existierte für diese Bildröhre bereits ein Vorläufiges Datenblatt und es gab 1961 erfolgreiche Vorführungen von Versuchs-Farbempfängern. Die DDR wäre damit technisch in der Lage gewesen, auch beim Farbfernsehen das wichtigste Bauelement selbst herzustellen. Die Produktion dieser Röhre hätte jedoch die ökonomischen Möglichkeiten der DDR zu dieser Zeit überfordert. Trotzdem war diese Entwicklung eine Vorleistung, die unter den gegebenen politischen Umständen die technische Kompetenz des WF auf dem Gebiet der Röhrenentwicklung unter Beweis stellte. Zahlreiche wissenschaftliche Veröffentlichungen von Neidhardt zur Problematik des Farbfernsehens als auch später zur Informationstheorie, insbesondere zur Theorie selbstlernender elektronischer Systeme in Zeitschriften und Fachbüchern sowie auch Übersetzungen sowjetischer Fachliteratur zeugten von seiner wissenschaftlichen Kompetenz und Schaffenskraft.

## Veröffentlichungen (Auswahl)
- mit Michael S. Nejman: Ultrafrequenz-Generatoren mit Trioden und Tetroden, Berlin (Ost) 1956,
- Einführung in die Informationstheorie, Berlin (Ost) 1957
- Informationstheorie und automatische Informationsverarbeitung. Einführung in die mathematischen Voraussetzungen, Erkenntnisse und Anwendungen sowie Grundlagen der logischen Schaltungen und lernenden Automaten. Berlin (Ost) / Stuttgart 1964.
- Television Engineering. Television Electronics. Fernsehtechnik. Fernsehelektronik. Mit etwa 3500 Fachbegriffen. (In englischer, deutscher, französischer und russischer Sprache.) In der Reihe Technik-Wörterbuch, Berlin (Ost) 1964
- Technik-Wörterbuch: Electronics. Elektronik. Electronique Elektronika, Berlin (Ost) 1966.

Zu seiner Farbfernsehentwicklung
- Wie weit ist das Farbfernsehen bei uns? In: Betriebszeitung „WF-Sender“, Fortsetzungen in Heft 6–11, 1961 mit der Beschreibung kritischer Fertigungsschritte und Beurteilung von Funktionstests der Bildröhrenmuster.
- Entwicklung einer Farbbildröhre B 43 G 4 C „Colorskop“. In: Forschungs- und Entwicklungsberichte des Werks für Fernsehelektronik (WF), Dezember 1960, 54 S. und Anlagenband, Dezember 1960, 80 S., mit Abbildungen.[8]